# La templanza
La templanza es una serie española de drama romántico y de época ambientada en la ciudad de Jerez de la Frontera y basada en la novela homónima de María Dueñas y protagonizada por Leonor Watling y Rafael Novoa. La serie es producida por Boomerang TV en asociación con Atresmedia Studios, fue escrita por Susana López Rubio y Javier Holgado y dirigida por Guillem Morales, Alberto Ruiz Rojo y Patricia Font. Se estrenó en Amazon Prime Video el 26 de marzo de 2021.

## Trama
Ambientada a finales del siglo XIX principalmente en la ciudad andaluza de Jerez de la Frontera, La templanza narra la historia de la relación amorosa entre Mauro Larrea (Rafael Novoa) y Soledad Montalvo (Leonor Watling), que transcurre con la realidad de diferentes ciudades grandes de la época de trasfondo.

## Localizaciones
Aunque la serie también se rodó en Londres, Dublín y Tenerife, la mayor parte de la serie se rodó en Jerez de la Frontera, destacando las siguientes localizaciones:
- Plaza del Mercado: en esta plaza se encuentra el Museo Arqueológico, cuya fachada recrea el hogar de la familia Montalvo y que posteriormente adquiere Mauro.
- Palacio del Virrey Laserna: su interior recrea el hogar de la familia Montalvo.
- Palacio de Pemartín: casa de las tías de Soledad, donde estuvo recluida Carola. Actualmente es la sede del Centro Andaluz de Documentación del Flamenco.
- Plaza del Arroyo: espacio urbano en el que transcurren escenas relevantes de la serie, como la primera vez que Mauro llega a Jerez.
- Plaza de La Asunción (en la serie llamada Plaza Consistorial) donde se encuentra el Palacio de la Condesa de Casares, casa que Soledad Montalvo adquiere cuando regresa a Jerez.
- Catedral de Jerez: donde se casa Soledad Montalvo.
- Palacio de Monte Real: situado en el centro histórico de Jerez, su fachada (pintada de color melocotón en postproducción) y su interior recrean la casa de Mauro en México y la casa de Carola Gorostiza en Cuba.
- Viña El Corregidor: viña donde se llevan a cabo escenas de vendimia.
- Palacio de Abrantes, sede de la Real Escuela de Andaluza de Arte Ecuestre, se recreó el Club Casino de Londres, donde se grabó por ejemplo la escena en la que a Sol le negaban la entrada en el Club Casino de Londres.
- Bodegas Lustau: hacen de la bodega La Templanza.

## Reparto

### Reparto principal
- Rafael Novoa - Mauro Larrea
- Leonor Watling - Soledad Montalvo
- Nathaniel Parker - Edward Clayton
- Juana Acosta - Carola Gorostiza (Episodio 3 - Episodio 10)

con la participación especial de
- Emilio Gutiérrez Caba - Don Matías Montalvo (Episodio 1)

### Reparto secundario
- Cisco Lara - Matías Montalvo (Episodio 1)
- José Ramón Serra - Luis, El Comino (joven) (Episodio 1)
- Marco Cáceres - Manuel Ysasi (joven) (Episodio 1)
- Ana Tomeno - Inés Montalvo (joven) (Episodio 1)
- José Pastor - Gustavo Zayas (joven) (Episodio 1)
- Carla Campra - Soledad Montalvo (joven) (Episodio 1)
- Aroa Rodríguez - Elvira (Episodio 1)
- César Mateo - Mauro Larrea (joven) (Episodio 1)
- Carla Soto y Leire Soto - Mariana Larrea (niña) (Episodio 1)
- Iñake Irastorza - Partera (Episodio 1)
- Roberto Peralta - Minero (Episodio 1)
- Gerardo Trejo - Tadeo Carrús (Episodio 1)
- José Pescina - Santos Huesos (joven) (Episodio 1)
- Daniel Medina - Delfina (Episodio 1)
- Oliver Ritchie - Alan Claydon (joven) (Episodio 1)
- Darío Sigco - Violador (Episodio 1)
- Terence Frisch - Palmer
- Julia Fossi - Hudson (Episodio 1 - Episodio 3; Episodio 5 - Episodio ¿?)
- Claudia Martín - Luz Huesos
- Maite Perroni - Marina Claydon
- Raúl Briones - Santos Huesos
- Esmeralda Pimentel - Mariana Larrea (Episodio 1 - Episodio 2; Episodio 10)
- Isabel Arizmendi - Gobernanta (Episodio 1 - Episodio 2)
- Alicia Blake - Marina
- Rosa Blake - Lucrecia
- Maia Dunne - Estela
- Alejandro de la Madrid - Andrade (Episodio 1 - Episodio 2)
- Ignacio Mateos - Luis, El Comino (Episodio 1 - Episodio 4)
- Marjorie E. Glantz - Viuda americana (Episodio 1)
- Miguel Herrera - Intérprete viuda (Episodio 1)
- César Ramos - Dimas Carrús (Episodio 2)
- Gerardo Trejo - Tadeo Carrús (Episodio 2)
- Victoria Mora - Úrsula (Episodio 2)
- David Caro Levy - Nicolás Larrea (Episodio 2)
- Javier Beltrán - Gustavo Zayas (Episodio 2 - Episodio ¿?)
- Rubén Castro - Empleado Archivo (Episodio 2)
- Mónica Huarte - Fausta Calleja (Episodio 2)
- José Roberto Díaz - Ernesto Gorostiza (Episodio 2)
- Nicholas Farrell - Mr. Alistair Brooks (Episodio 2)
- Yanet Sierra - Doña Caridad (Episodio 3 - Episodio ¿?)
- Pep Tosar - Julián Calafat (Episodio 3 - Episodio ¿?)
- Hunter Tremayne - Doctor (Episodio 3)
- Timothy Cordukes - Chardon (Episodio 3; Episodio 5 - Episodio ¿?)
- Jean Paul Szybura - Rastignac (Episodio 3; Episodio 5 - Episodio ¿?)
- Bella Agossou - Trinidad (Episodio 3 - Episodio ¿?)
- Òscar Rabadán - Lorenzo Novas (Episodio 3 - Episodio ¿?)
- Jordi Gràcia - Tratante de esclavos 1 (Episodio 3 - Episodio 4)
- Harlys Becerra - Tratante de esclavos 2 (Episodio 3 - Episodio 4)
- Phil Young - Recepcionista Club (Episodio 3)
- Henry Pettigrew - Alan Claydon (Episodio 3 - Episodio ¿?)
- Fidel Betancourt - Landero (Episodio 4)
- Alfie Rowland - Callum Adams (Episodio 4)
- James Giblin - Notario (Episodio 5 - Episodio ¿?)
- Tom Tennant - Abogado (Episodio 5 - Episodio ¿?)
- Marilyn Torres - Chucha (Episodio 5 - Episodio ¿?)
- Yaneis Cabrera - Mujer burdel (Episodio 5 - Episodio ¿?)
- Moiset Pacheco - Cliente burdel 1 (Episodio 5 - Episodio ¿?)
- Diosbel Perdomo - Cliente burdel 2 (Episodio 5 - Episodio ¿?)

## Capítulos
| N.º | Título        | Dirigido por      | Escrito por                         | Fecha de lanzamiento original |
| --- | ------------- | ----------------- | ----------------------------------- | ----------------------------- |
| 1 | «Capítulo 1»  | Guillem Morales   | Susana López Rubio                  | 26 de marzo de 2021           |
| 1850. Sol es una de las dos hijas de la familia Moncalvo, la cual posee una vendimia exitosa en Jerez. Su hermana, Inés, está comprometida con Edward Clayton, uno de los vendimiadores más importantes del mundo. Sol mantiene una amistad cercana con Manuel Ysasi, quien está enamorado de Inés. Manuel le pide ayuda a Sol para confesar sus sentimientos a Inés. Ya que está realmente enamorada de Edward, Inés rechaza a Manuel, por lo que éste le arrebata un beso. Sol le revela lo ocurrido a Edward para no arruinar el compromiso de su hermana. Sin embargo, Edward se enamora de Sol por su honestidad y decide casarse con ella en su lugar, para sorpresa de todos. Sol es obligada por su abuelo a casarse para no arruinar el nombre de la familia. Sol se casa a regañadientes con Edward, quien se la lleva a vivir a Londres el año siguiente. Mientras tanto, en Salamanca, Mauro Larrea acaba de tener su segundo hijo junto a su esposa, Elvira. Desafortunadamente, Elvira muere durante el parto y Mauro decide mudarse con su nuevo hijo y con su otra hija, Mariana, a Veracruz, México, trabajando como jefe minero. Allí, Mauro hace un acuerdo con un empresario, Tadeo Carrús. Sin embargo, el trabajo de la mina va bastante lento hasta que se derrumba. Mauro logra escapar milagrosamente del derrumbe, junto a uno de sus compañeros, Santos Huesos. Tadeo finiquita su acuerdo con Mauro y le abandona, dejándole con las deudas del acuerdo. Tiempo después, Mauro logra recuperarse de las deudas y reflotar su negocio. Tadeo intenta volver al ahora exitoso negocio de Mauro, pero éste se niega a volver a trabajar con él, por lo que, en venganza, Tadeo envía a un violador a por Delfina. Veinte años después, Mauro llega a un acuerdo con un gringo para gastar todos los fondos de la empresa en maquinaria dedicada a explorar una mina especial, pero la mercancía acaba arruinada cuando el barco que las transportaba de cae, dejando a Mauro en la ruina. Mientras tanto, Sol recibe la visita de su hermano Luis, quien quedó a cargo de la vendimia, y le desvela que, debido a su incompetencia, corren el riesgo de perder La Templanza. |               |                   |                                     |                               |
| 2 | «Capítulo 2»  | Guillem Morales   | Susana López Rubio                  | 26 de marzo de 2021           |
| Arrepentido por poner La Templanza al borde de la quiebra, un deprimido Luis intenta suicidarse inyectándose ácido en una axila. Buscando solventar las deudas de la familia, Sol y Luis recurren al empresario Alistair Brooks, a la vez que reciben la visita de su viejo primo, Gustavo. Sin embargo, no logran llegar a un acuerdo con él. Luis y Gustavo se pelean por lo que el primero ha hecho al negocio familiar, desvelando a Sol que Matías murió asesinado de un tiro cuando ella se había ido a Londres, y no de neumonía como la hicieron creer. Sol se presenta ante él en una reunión y logra convencerse en invertir en la familia, al demostrar su conocimiento en vinos. Gustavo le revela a sol que aún sigue enamorado de ella e intenta convencerla de que vuelva a Jerez con él. Sol le rechaza, enviándole a la estación una carta explicando sus motivos. Sol envía a Luis al mismo lugar que Gustavo, queriendo que hagan las paces. Mientras tanto, Mauro le revela a Mariana que están arruinados y, sabiendo que la madre de su prometido, Alonso, no tolerará que este se case con la hija de una familia arruinada, decide intentar encubrir la ruina de su negocio hasta que la boda tenga lugar. Mauro intenta pedir ayuda a un viejo conocido, Tadeo, para obtener el dinero para ello, pero éste se niega a volver a tener nada que ver con él por su rechazo. Al mismo tiempo, Nicolás, inconsciente de la ruina de su padre, le informa de que planea irse de viaje a Europa con su dinero. Mauro también busca hacer un viaje a Cuba después de la boda. Después de lograr mantener las apariencias durante la cena de la boda, Nicolás se queja de que Mauro se niegue a financiar su viaje a Europa, hasta que Mauro y Mariana le revelan que la empresa está arruinada, para su mayor disgusto. Al recibir unos pagarés para la hermana de Ernesto, Mauro, pensando aprovecharlos, le da a Nicolás algo de dinero para su viaje a Europa, justo antes de marchar a Cuba. |               |                   |                                     |                               |
| 3 | «Capítulo 3»  | Guillem Morales   | Susana López Rubio y Javier Holgado | 26 de marzo de 2021           |
| Después de que Edward se olvide de apagar la válvula del gas y cierre la ventana, el gas comienza a expandirse por toda la mansión. Sol se entera en el último segundos, justo cuando un empleado iba a encender una cerilla. Los empleados le explican a Sol que ha sido Edward y que lleva tiempo olvidándose de las cosas. Edward le explica a sol que padece un caso irreversible de demencia, la cual heredó de su padre, y ahora le está empezando a afecta a él. Sabiendo que, tarde o temprano, corre el riesgo de convertirse en un peligro para la sociedad, Edward le cede la gestión de su empresa a Sol. Los socios de Edward no están del todo satisfechos con la idea, pero aceptan cederle el libro de las cuentas. Al registrar el libro, Sol descubre que varias de las cuentas están equivocadas y se lo comenta a los socios de Edward. Éstos, sin embargo, actúan de forma hostil hacia Sol por la sugerencia de revisar las cuentas. Sol amenaza con disolver su empresa y llevarles a los tribunales si no lo realizan. Al volver a casa, Sol descubre que la enfermedad de Edward está progresando y ha destruido su oficina, asustando al resto de la familia. Poco después, llega el hijastro de Sol, Alan, quien quería hacerles una visita. Mientras tanto, Mauro llega a Cuba con el fin de entregar dinero a Carola Gorostiza, hermana de su amigo Ernesto. Después de hospedarse con Santos en La Habana, recibe una invitación a una fiesta de máscaras, en donde se reúne con ella. Allí también conoce al banquero Julián Calafat, quien le ofrece participar en un plan de negocios, junto a Carola y otros empresarios. Después de considerarlo por un momento, Mauro se entera de que el proyecto involucra vender esclavos y se echa para atrás. Carola trata de convencerle de aceptar. Mauro recibe una carta de Tadeo, quien le explica que sabe que está en Cuba y exige el pago de un porcentaje de sus deudas para demostrar su "buena fe". Motivado para mal por el contenido de la carta, Mauro finalmente acepta participar en el negocio, muy a su pesar. |               |                   |                                     |                               |
| 4 | «Capítulo 4»  | Alberto Ruiz Rojo | Susana López Rubio                  | 26 de marzo de 2021           |
| Alan le explica al resto de la familia que piensa quedarse un tiempo en Londres para recuperar el tiempo perdido con su familia. Edward y las hijas piensan darle una oportunidad, pero Sol no está tan convencida. Después de que Marina y Lucrecia se fueran de compras por la noche con Edward, Sol se enfada, haciendo que las dos hermanas le recriminen el esconderle lo que ha pasado para que ella asuma la empresa. Sol les revela la enfermedad de su padre. Un día, Alan una fiesta para celebrar la mayoría de edad de Marina y Lucrecia. Queriendo confiar más en Alan, Sol acepta la idea. Durante la fiesta, Edward se vuelve paranoico ante uno de los invitados, que le está mirando sospechosamente. Sol se acerca al invitado para interrogarle, y éste confiesa que la fiesta es en realidad parte de un plan contra Edward. Alan intenta manipular a Edward para que ataque al invitado, haciéndole creer que piensa atacar a las hijas. Éstas, junto a Sol, los encuentran y logran detenerlo. Al día siguiente, Alan advierte a Sol de que piensa quedarse con la empresa y la casa a toda costa. Mientras tanto, Mauro empieza a sentirse culpable por aceptar el acuerdo. Luis le advierte de tener cuidado con Carola. Santos avisa a Mauro de que tiene que salir del acuerdo y que puede encontrar otras formas más éticas para conseguir dinero. Doña Caridad le cuenta a Mauro la historia de su abuela, quien también era esclava, se escapó y luego nunca más volvió a saber ella, para explicarle por qué el acuerdo le afecta a ella. Decidido a hacer algo, Mauro le sonsaca a Carola el paradero del barco de los esclavos, y le informa a las autoridades, quienes confiscan el cargo. Carolina advierte a Mauro de que piensa vengarse. Mientras tanto, Luis no puede con la culpa de ser él con quien Carolina esté engañando a Gustavo y trata de confesarle lo ocurrido. Esto levanta una grave herida entre ambos por la muerte de Matías, ya que Luis fue el que le disparó y, en un intento de protegerle inventándose la historia de un cazador desconocido, Gustavo acabó pagando por las consecuencias de las acciones de Luis, ya que todos sabían que no se llevaban bien porque Matías no hizo nada para detener la boda de Sol. Carcomido por la culpa, Luis intenta suicidarse cayéndose por un puesto. |               |                   |                                     |                               |
| 5 | «Capítulo 5»  | Alberto Ruiz Rojo | Susana López Rubio                  | 26 de marzo de 2021           |
| Después de la muerte de Luis, Gustavo, como el único heredero masculino de La Templanza, está debatiendo entre venderlo todo para conseguir algo de capital y tomar las riendas de la empresa él mismo. Sol recibe la demanda de Alan, que quiere quedarse con la casa e internar a Edward en un sanatorio, debido a su dementia. Ante la noticia, Sol envía a sus hijas a la escuela, para sacarlas de la casa hasta que resuelvan sus problemas con Alan. Sol y Edward deciden escapar de la mansión y volver a Jerez, para impedir que Alan interne a este último. A ellos se les unen Paxter y Hudson, quienes se niegan a abandonar a Sol después de tantos años. Antes de irse, Sol intenta llegar a un acuerdo con Alan para que comparta la herencia a partes iguales con sus hijas. Éste le rechaza, queriendo quedarse con toda la herencia de Edward. Sol, Edward, Paxter y Hudson escapan de la mansión y toman el barco a Jerez. Mientras tanto, Carola y los otros empresarios comienzan a planear su venganza contra Mauro. Al oírles, Trinidad advierte a Santos del peligro que corre. Santos intenta convencer a Mauro de volver a México, pero éste se niega a abandonar Cuba hasta resolver sus problemas monetarios. Después de ser asaltados por un sicario enviado por Lorenzo, Mauro decide recurrir a Gustavo para cortar el problema de raíz. Sin embargo, debido a su encuentro con Carola en la fiesta de su casa, Gustavo cree que Mauro ha tenido una aventura con Carolina y le reta a una partida de billar: si Gustavo gana, Mauro les dejará en paz; si Mauro gana, Gustavo se irá a España. Al principio, ninguno de los dos muestra mucho interés en la partida de billar. Durante un descanso, Gustavo deduce que los dos tienen problemas de dinero y decide venderle La Templanza a Mauro a cambio de 30.000 pesetas. Después, los dos continúan la partida, tomándose el juego mucho más en serio. Con las viñas ahora a su cargo, Mauro decide irse de Cuba y volver a España. Santos intenta convencer a Trinidad de que les acompañe, pero ella le rechaza, ya que ha aceptado su destino en manos de Carola. Los barcos de Sol y Mauro parten al mismo lugar: Jerez. |               |                   |                                     |                               |
| 6 | «Capítulo 6»  | Alberto Ruiz Rojo | Susana López Rubio y Javier Holgado | 26 de marzo de 2021           |
| En su llegada a Jerez, Mauro finaliza la transacción de la propiedad de La Templanza hacia él. Mauro y Santos se hospedan en la casa que antes ocupaban los Moncalvo y se empiezan a adaptar al pueblo. Al mismo tiempo, Sol, Edward, Paxter y Hudson llegan a Jerez y se hospedan en otra casa en el pueblo. Sol se prepara para tomar las riendas de La Templanza, solo para descubrir que las viñas ya no son propiedad de su familia. Mientras Edward sufre de un ataque de delirio, es salvado por Mauro, lo cual atrae la atención de Sol. Sol manda a una de las viejas sirvientas de los Moncalvo, Carmen, a interrogar a Santos para descubrir por qué Mauro es ahora propiedad de la empresa. Santos le menciona vagamente la apuesta entre ambos, peor no da ninguna respuesta. Sol intenta visitar a su vieja hermana, Inés, quien ahora vive recluida en un convento, pero ésta aún le resiente haberle quitado Edward y se niega a verla. Sol finalmente visita a Mauro y los dos se conocen. Sol le pide ayuda a Mauro con los dos socios de Alan, que buscan hacerse con La Templanza en su nombre. Mauro se hace pasar por Luis para verificar que La Templanza sigue siendo propiedad de los Moncalvo. Los socios los dejan ir y los dos lo celebrar. Sol le explica a Mauro que su guerra con Alan está lejos de terminar. Mauro se ofrece seguir ayudándola. Al día siguiente, Sol informa a Mauro de que han encontrado a una mujer delirando y pronunciando el nombre de Mauro. Dicha mujer no es otra que Carola, quien también ha acabado en Jerez. |               |                   |                                     |                               |
| 7 | «Capítulo 7»  | Alberto Ruiz Rojo | Susana López Rubio                  | 26 de marzo de 2021           |
| Después de la operación de Carola, Santos se reúne con Trinidad, quien ha acompañado a Carola en Jerez. Sol y Mauro se dan cuenta de que Carola tiene el documento de defunción de Luis. Carola se despierta en casa de Sol, y descubre que ella y Mauro se niegan a dejar que salga de allí. Sol va a ver a Carola y ésta trata de convencerle de que Mauro esconde malas intenciones. Al principio, Sol no le cree, pero luego Carola le manipula, explicando que las circunstancias en las que Gustavo vendió La Templanza a Mauro fueron menos que ideales. Al mismo tiempo, Mauro descubre el viejo signo de corazón con las iniciales de Sol y Gustavo en el árbol, y se da cuenta de que los dos estaban enamorados antes de que Sol se casara con Edward. Estas revelaciones causan una brecha entre los dos, que se separan. Días después, Sol encuentra las cartas que Carola le escribía a Luis y se da cuenta de la relación entre ambos. Sol echa la culpa a Carola de la muerte de Luis y se reconcilia con Mauro. Por la noche, la casa de Sol es asaltada por Alan, quien intenta amenazar a Sol para que firme el contrato donde él se quedará con toda la herencia de la familia. Mauro logra entrar en la casa y llegar hasta el cuarto de Sol en el último segundo. Alan retiene a Sol con una pistola en su sien, amenazando a Mauro con dispararla si se acerca un paso más. |               |                   |                                     |                               |
| 8 | «Capítulo 8»  | Patricia Font     | Susana López Rubio y Javier Holgado | 26 de marzo de 2021           |
| Para zafarse de Alan y protegerse a sí misma y a Mauro, Sol accede a firmar. Sin embargo, resulta ser una emboscada y le clava la pluma a Alan, permitiendo que Mauro pueda derrotarle. Sol y Mauro deciden enviarle lejos de Jerez en barco. Una vez libres, los dos asisten a la fiesta del pueblo, en donde bailan juntos, mientras que Alan secuestra el carruaje que se lo lleva al puerto. En su nuevo intento por hacerse con toda la herencia familiar, Alan decide engañar a la prensa haciéndoles creer que Sol tiene secuestrado a Edward. Manuel acude a la fiesta y les avisa a Sol y Mauro del nuevo plan de Alan. Buscando zafarse de él, Sol y Manuel deciden enviar a Mauro a pedirle a Inés que acoja a Edward por unos días hasta que todo se despeje, ya que él es el único a quien Inés no conoce. Al principio, Inés se niega, pero Mauro la convence para que acepte. Mientras tanto, con la ayuda de Trinidad, Carola escapa de su cautiverio en la casa de Sol. Cuando se enteran, Mauro y Santos la persiguen, pero ella logra despistarles. Sol y Mauro reciben la visita de Nicolás, justo cuando van a vender las viejas bóvedas de La Templanza. Inés se presenta en casa de Sol para recoger a Edward, e Inés muestra su resentimiento hacia Sol por haber causado que Edward le rechace por ella, lo cual afectó su reputación. Una vez Inés se lleva a Edward, Manuel avisa a Mauro de que debe quedarse para proteger a Sol, creyendo que Alan va a volver a atacar. Sol y Mauro se dejan llevar por la pasión, sin saber que Carola y Alan se han conocido y están planeando algo contra ellos. |               |                   |                                     |                               |
| 9 | «Capítulo 9»  | Patricia Font     | Susana López Rubio y Javier Holgado | 26 de marzo de 2021           |
| Temiendo que Alan pueda volver a atacar, Sol decide recoger a Edward de nuevo y volver a Londres para escapar de él. Desafortunadamente para ella, Inés sigue enamorada de Edward y no piensa dejar que Sol se lo vuelva a llevar tan fácilmente. Mauro recibe la visita de Nicolás, quien le explica a Mauro que no quiere casarse con Teresa Gorostiza, la sobrina de Carola. A pesar de sus problemas con Carola, Mauro se niega a cancelar la boda por el bien económico de la familia, para indignación de Nicolás. Carola se hospeda en casa de Antonio y Paulita, y echa la culpa de sus negocios turbios más recientes a Mauro. Manuel convence a una reacia Sol de dejarle a él intentar recoger a Edward, pero para su desfortuna, Inés se niega a ceder. Al explorar el pueblo, Nicolás se encuentra con Carola, a quien le cuenta su decisión de no casarse con Teresa, y le pide ayuda para comunicarle su decisión a ella sin herir demasiado sus sentimientos. Carola acepta y le lleva a un bar para discutir su decisión. Lo que no sabe Nicolás es que ella y Alan en realidad le están usando para tenderle una trampa a Mauro. Planean engañarle con que han secuestrado a Nicolás y amenazan con hacerle daño si no firma los documentos para que las propiedades de La Templanza traspasen de vuelta a Gustavo. Mauro y Santos le sonsacan a Trinidad la información de dónde tienen a Nicolás y se dirigen al bar, donde le entregan a Alan intencionadamente unos documentos falsos con firmas erróneas. En respuesta, Alan se lleva a Nicolás, y envía a sus matones a que dispongan a Mauro y Santos. Mauro alcanza a Alan y trata de detenerle, mientras uno de los sicarios de Alan intenta matar a Mauro. Santos se pone en medio del sicario y de Mauro, y la bala le da a él. Alan, sus scarios y Carola huyen atemorizados del escenario, mientras que Nicolás y un desconsolado Mauro ven a Nicolás desangrarse y morir. |               |                   |                                     |                               |
| 10 | «Capítulo 10» | Patricia Font     | Susana López Rubio                  | 26 de marzo de 2021           |
| Mauro lamenta la muerte de Santos, hasta tal punto en que, finalmente, rechaza la oferta de vender La Templanza. Atemorizada por las consecuencias de lo que le ha pasado a Santos, Carola abandona a Alan, a la vez que éste es informado por Angulo de que ha descubierto dónde se encuentra. En el convento, Edward reconoce a Inés y le revela que la razón por la que se acabó casando con Sol y no con Inés fue porque él mismo se enamoró de ella. Dándose cuenta de que Sol no tuvo palabra sobre la decisión, Inés deja su rencor hacia sol de lado y decide dejar a Edward huir a Londres con ella. Mauro y Sol son convocados por Antonio, quien está dispuesto a descubrir si los que están mintiendo son ellos o Carolina. Los dos logran convencerle de que Carola está loca y no sabe lo que dice. Sintiéndose derrotada, Carola deja a Trinidad en libertad a regañadientes y le informa de que volverán a La Habana en barcos diferentes, ya que no quiere arrepentirse de su decisión. Por la noche, Alan se infiltra en el convento y provoca un incendio, con el fin de obligar a Edward a salir a la fuerza. Dicho incendio empieza a salir de control y causa estragos en el convento. Sol se prepara para recoger a Edward y volver a Londres, y se besa con Mauro en forma de despedida. Su momento es interrumpido por Manuel, quien les informa del fuego. Los tres corren al convento para salvar a Edward. Al abrir la puerta de la celda de Edward, Sol y Mauro descubren que ya no está allí. Al intentar huir ellos mismos, descubren que Alan se lo intenta llevar. Justo cuando Sol y Mauro tratan de detenerle, unas vigas caen sobre los dos. Alan muere, pero Edward sobrevive. Sabiendo que su cordura tiene los días contados, Edward decide quedarse en el convento y sacrificarse para que Sol y Mauro puedan huir. El día de los funerales de Edward y Alan, Sol decide volver a Londres para tomar las riendas de la empresa de Edward. Mauro, por su parte, decide volver a México, asumiendo que ya no va a poder pagar sus deudas. Nicolás le convence de tomar las riendas de La Templanza y rehacer su vida. De vuelta en México, Nicolás y Mariana le venden la casa de Mauro a Tadeo y asumen las riendas de sus nuevas circunstancias de vida. Unos años después, el negocio de La Templanza, a cargo de Mauro, resucita. Le envía a Sol unas botellas del vino hasta Gran Bretaña. Ella regresa al que era su negocio familiar, reuniéndose con Mauro. Los dos deciden formar una alianza entre sus empresas. |               |                   |                                     |                               |

## Producción
El 26 de noviembre de 2015, la directora de ficción de Atresmedia, Sonia Martínez, anunció en el Festival de MIM Series de Madrid que la corporación habían adquirido los derechos para adaptar a televisión la novela La templanza, de María Dueñas, para Antena 3. Es la segunda adaptación de una novela de Dueñas por parte de la cadena de Atresmedia, después del éxito de El tiempo entre costuras en el último trimestre de 2013. Originalmente Antena 3 tenía pensado empezar a rodar la serie en los escenarios reales en los que se situaba la novela original (tales como Ciudad de México, La Habana y Jerez); sin embargo, nunca se anunció cuándo empezaría.
El 14 de febrero de 2019, se anunció que, en vez de emitirse en Antena 3, la serie se mudaría a Amazon Prime Video, aunque Atresmedia seguiría involucrada en la serie coproduciendo (junto a Boomerang TV) mediante su productora Atresmedia Studios. En julio de ese año, se anunció que el reparto final estaba cerrado y al final estaría capitaneado por Leonor Watling y Rafael Novoa.
El primer capítulo de la serie está dedicado al montador Iván Aledo, quien falleció de coronavirus en junio de 2020.

## Lanzamiento y marketing
El 14 de enero de 2021, las primeras imágenes de la serie salieron a la luz. El 11 de febrero de 2021, Amazon Prime Video sacó el primer tráiler y desveló que la serie llegaría a la plataforma el 26 de marzo de 2021.